# Eupithecia dzhirgatalensis
Eupithecia dzhirgatalensis es una especie de polilla de la familia Geometridae. La especie fue descrita por primera vez por Jaan Viidalepp habiendo sido descrita en 1988, con distribución en las montañas de Tayikistán y Pakistán. El holotipo de la especie fue descrita en los montes de Alai, Dzhirgatal, de ahí su nombre.
E. dzhirgatalensis es una polilla pequeña con una envergadura de 16 milímetros (0,6 plg). Los palpos son grises (la punta de su segmento III es blanca) y alcanzan la longitud del diámetro del ojo. La frente es blanca, en la parte inferior con una franja transversal gris, a veces interrumpida en el medio.